# Flugplatz Bruchsal

i7
i11
i13

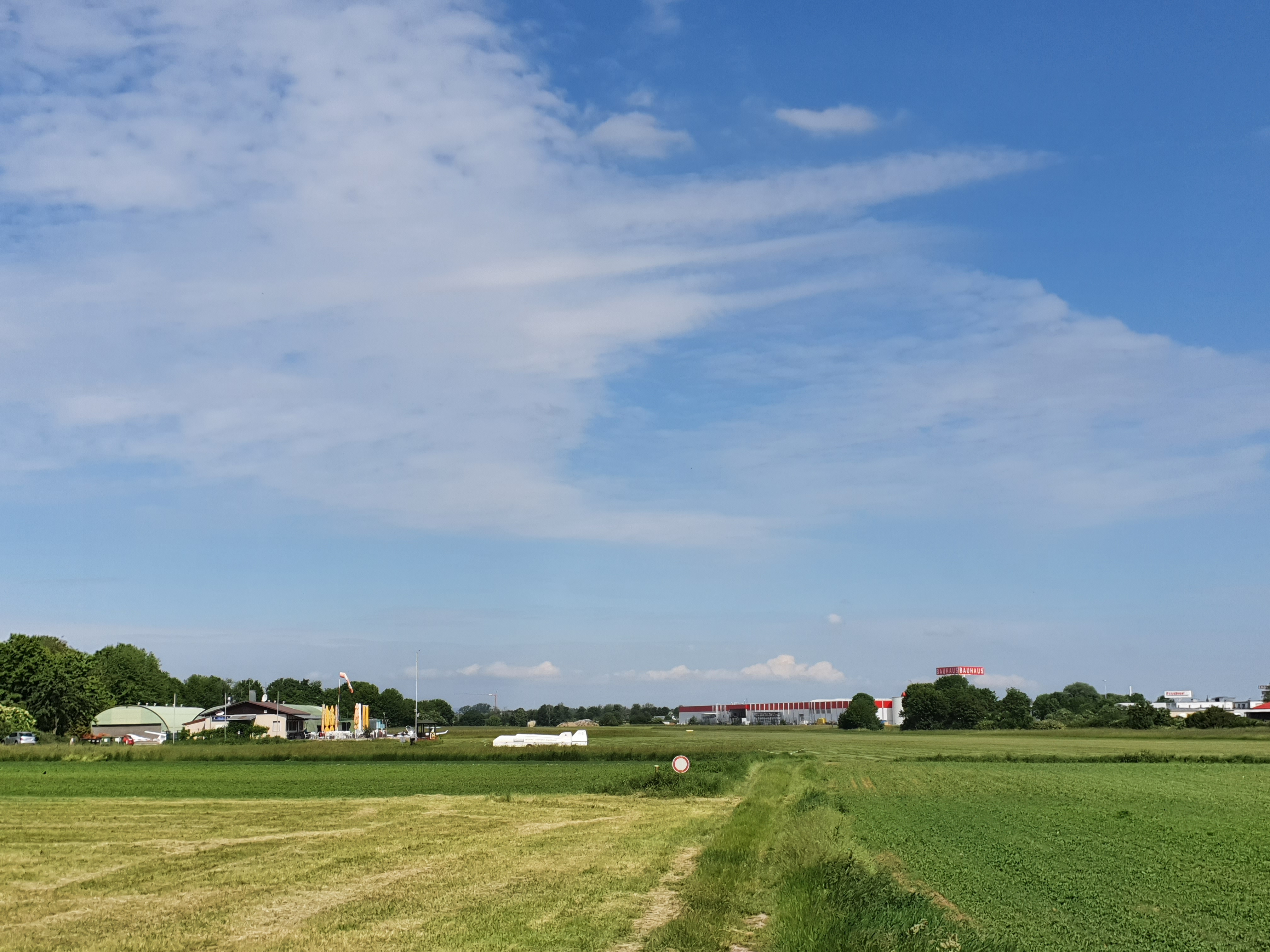
Flugplatz Bruchsal von Osten aus gesehen

Der Sonderlandeplatz Bruchsal (ICAO-Code: EDTC) der Stadt Bruchsal liegt am westlichen Rand des Kraichgaus. Er ist für Segelflugzeuge, Motorsegler und Motorflugzeuge mit einem Höchstabfluggewicht von bis zu zwei Tonnen zugelassen.
Neben der Nutzung durch den ansässigen Luftsportverein Bruchsal ist der Platz auch als Werksflugplatz der Firma DG Flugzeugbau zugelassen.

## Infrastruktur
Der Flugplatz verfügt über ein Flugplatzrestaurant.
Neben der S-Bahnlinie S33 verbinden die Regionalbuslinien 125, 182 und 183 der VBK den Platz mit dem öffentlichen Nahverkehrsnetz von Karlsruhe.

## Zwischenfälle
- Am 20. Juli 2019 stürzte ein Kleinflugzeug vom Typ Jodel DR 1050 während des Landeanflugs in den Lagerbereich eines angrenzenden Baumarkts. Dabei wurden der achtzigjährige Pilot und beide Passagiere getötet. Einer der beiden Passagiere war der Landtagskandidat der PARTEI in Bayern, Christian Lutz.[3]